# Music Box (Fernsehsender)
Music Box war der erste paneuropäische 24-Stunden-Musiksender, der von London aus per Eutelsat-1-F1-Satellit in ganz Europa, den Nahen Osten und Nordafrika übertragen wurde. Es gab Moderatoren aus verschiedenen europäischen, westasiatischen und nordafrikanischen Ländern. Betreiber war The Music Channel Ltd., ein Gemeinschaftsprojekt von THORN EMI, Virgin Group und Yorkshire Television. Der Sendebetrieb begann im März 1984. In West-Deutschland wurde das Programm seinerzeit in das Kabelfernsehnetz der Deutschen Bundespost eingespeist. 
Das letzte Musikvideo, das am 30. Januar 1987 vor der Umschaltung auf Super Channel gespielt wurde, war Don’t Give Up von Kate Bush und Peter Gabriel.

## Ehemalige Music-Box-Moderatoren
- Nino Firetto
- Simon Potter
- Amanda Redington
- Ray Cokes
- Tony Dortie
- Erik de Zwart
- Adam Curry
- Gareth Jones